# Medellín (Antioquia, Kolumbija)
Medellín (službeno: Municipio de Medellin; španjolski) je drugi po veličini grad u Kolumbiji i glavni grad departmana Antioquia. Grad leži u dolini Abura na obalama rijeke Medellín. 
Medellin je osnovao 1616. godine španjolac Francisco Herrera y Campuzano kao Poblado de San Lorenzo (Grad svetog Lovre) danas dio Medellina poznat kao El Poblado. 
Španjolske kolonijalne vlasti su ga 1826. proglasile glavnim gradom departmana Antoquia. Godine 1803. osnovano je jedno od najprestižnijih sveučilšta u Kolumbiji - Universidad de Antíoquia (Sveučilištu u Antioqui). Nakon što je Kolumbija dobila neovisnost od Španjolske Medellin je postao glavni grad savezne države Antioquie. 

## Šport
Najpoznatiji nogometni klubovi su: Atlético Nacional, Envigado F.C. i Independiente Medellín. Medellin je također poznat po svoja dva plivačka kluba: Calamares Pilsen i Huracanes. U Medellínu je rođen biciklist Santiago Botero Echeverry, kao i golfer Camilo Villegas

## Gradovi prijatelji
Medellín je grad prijatelj sa:
- Barcelona, Španjolska.[1]
- Bilbao, Španjolska
- Bogotá D.C, Kolumbija
- Buenos Aires, Argentina
- Cali, Kolumbija
- Fort Lauderdale, SAD.[2]
- Milano, Italija
- Hyderabad, Indija
- Varna, Bugarska
- Monterrey, Meksiko
- Miami, SAD
- Toronto, Kanada
- Los Angeles, SAD
- Split, Hrvatska
- Tacuarembó, Urugvaj.[3][4]

## Vanjske poveznice
- Službene stranice (šp.)
- Metro  Arhivirana inačica izvorne stranice od 24. srpnja 2008. (Wayback Machine) (šp.)
- Medellín - kultura (engl.)
- medellintraveler.com (engl.)
- Medellin - karte  Arhivirana inačica izvorne stranice od 8. ožujka 2010. (Wayback Machine) (engl.)
- rightlivelihood.org  Arhivirana inačica izvorne stranice od 27. svibnja 2007. (Wayback Machine)